# Gmina Nowy Wiśnicz
Die Gmina Nowy Wiśnicz ist eine Stadt-und-Land-Gemeinde im Powiat Bocheński der Woiwodschaft Kleinpolen in Polen. Ihr Sitz ist die gleichnamige Stadt mit 2780 Einwohnern (2016).

## Geografische Lage
Die Gemeinde liegt zwischen Krakau und Tarnów und grenzt im Norden an die Kreisstadt Bochnia.

## Geschichte
Bis 1954 war der Name Gmina Wiśnicz Nowy und von 1976 bis 1982 Gmina Nowy Wiśnicz-Lipnica. In den Jahren 1975 bis 1998 gehörte die Gemeinde zur Woiwodschaft Tarnów.

## Gliederung
Zur Stadt-und-Land-Gemeinde (gmina miejsko-wiejska) Nowy Wiśnicz gehören neben der namensgebenden Stadt folgende elf Dörfer:
Chronów
Kobyle
Kopaliny
Królówka
Leksandrowa
Łomna
Muchówka
Olchawa
Połom Duży
Stary Wiśnicz
Wiśnicz Mały